# Calvi (Italie)
Pour les articles homonymes, voir Calvi (homonymie).
Calvi est une commune italienne d'environ 2 600 habitants, située dans la province de Bénévent en Campanie dans l'Italie méridionale.

## Histoire
Sur le territoire de Calvi se trouve une localité, la Cubante. La Via Appia Antica traversait la Cubante qui menait de Beneventum à Aeclanum (près de l'actuelle Mirabella Eclano) ; la zone, située sur le territoire des Samnites Hirpins, a toujours constitué un lieu de campement.
Dans ces lieux il y aurait eu une bataille entre Tiberius Sempronius Gracchus et le général Hannon, fils de Bomilcare, qui vit la victoire du premier ; et ensuite encore contre le général Hannon, une autre bataille du consul Quintus Fulvius Flaccus, qui vit une nouvelle défaite du général Hannon.
Dans la zone de Cubante on trouve des ruines d'aqueducs et de voies romaines et autres antiquités.
Au Moyen Âge, en 1129, Roger II de Sicile, dit le Normand, y campa contre Bénévent, rencontré par le pape Honorius III.
En 1137 l'empereur Lothaire II avec Innocent II et l'impératrice Florida s'arrêtèrent ; en 1194, année de sa mort, le roi Tancrède de Sicile ; en 1229 l'armée papale contre Frédéric II ; en 1407 Ladislas Ier d'Anjou, roi de Naples contre les Aragonais ; et enfin en 1437 les Angevins dirigés par le patriarche Giovanni Maria Vitelleschi, qui battirent les Aragonais d'Alphonse V d'Aragon.
Domination féodale sous les Normands, elle appartint à la Milice de Montefusco, puis passa aux Sus et, en raison de l'extinction de la lignée, à la Cour Royale.
C'est le lieu d'une victoire des troupes françaises contre les Napolitains, le 9 décembre 1798.
Le Cubante, après 1799, passa à la famille Ruffo, qui en fut propriétaire jusqu'au début du XXe siècle, mais avant cela, il fut toujours un fief de S. Sofia di Benevento et s'appelait également Feudo di S. Donato.
Jusqu'au milieu du XXe siècle (1958), elle formait un sol commun avec San Nazzaro, appelé San Nazzaro Calvi jusqu'en 1949 et de 1949 à 1958 Calvi San Nazzaro.

## Monuments et patrimoine
- Le Casino del Principe ou palais de Cubante.
- L'église de San Gerardo Maiella
- La Porta Mirra
- La chapelle de Santa Maria de Constantinople
- L'église de San Pio de Pietrelcina

## Administration
| Période                                  | Période | Identité | Étiquette | Qualité |
| ---------------------------------------- | ------- | -------- | --------- | ------- |
|                                          |         |          |           |         |
| Les données manquantes sont à compléter. |         |          |           |         |

### Communes limitrophes
Apice, Mirabella Eclano, Pietradefusi, San Giorgio del Sannio, San Nazzaro, Venticano